# Мамо Себсибе
Мамо Себсибе (англ. Mamo Sebsibe; род. 24 сентября 1944, Аддис-Абеба) — эфиопский легкоатлет, выступавший в беге на средние дистанции. Участник летних Олимпийских игр 1964 и 1968 годов.

## Биография
Мамо Себсибе родился 24 сентября 1944 года в эфиопском городе Аддис-Абеба.
В 1964 году вошёл в составе сборной Эфиопии на летних Олимпийских играх в Токио. В беге на 800 метров занял в четвертьфинале последнее, 8-е место, показав результат 1 минута 52,8 секунды и уступив 3,3 секунды попавшему в полуфинал с 4-го места Абраму Кривошееву из СССР. В беге на 1500 метров занял в четвертьфинале 7-е место с результатом 3.45,8, уступив 2,1 секунды попавшему в полуфинал с 5-го места Симо Важичу из Югославии.
В 1968 году вошёл в состав сборной Эфиопии на летних Олимпийских играх в Мехико. В беге на 800 метров занял в четвертьфинале 5-е место с результатом 1.49,75, уступив 1,17 секунды попавшему в полуфинал с 4-го места Байрону Дайсу с Ямайки.

## Личные рекорды
- Бег на 800 метров — 1.49,75 (13 октября 1968, Мехико)[4]
- Бег на 1500 метров — 3.45,8 (17 октября 1964, Токио)[4]